# Ticketmaster
Ticketmaster é uma empresa responsável por criação, distribuição e vendas de ingressos para espetáculos musicais, teatrais e desportivos. Tem sua sede em West Hollywood, Califórnia, nos Estados Unidos e pertence ao conglomerado IAC/InterActiveCorp.

## Formas de venda
A Ticketmaster tem diversas formas de atuação. São elas:
- Via Internet;
- Via telefone;
- Bilheterias, em pontos cadastrados.

Nos casos onde a venda dá-se sem a presença in locus do comprador, este tem a opção de dirigir a um bilheteria autorizada ou receber o ingresso em sua residência.

## Críticas e controvérsias
Em 20 de maio de 2024, um grupo de hackers conhecido como ShinyHunters reivindicou a autoria do roubo de informações de mais de 500 milhões de clientes.
Em 30 de maio, o governo australiano investiga desde o mesmo dia denúncias de que um grupo de hackers roubou os dados de milhares de clientes da empresa global de emissão de ingressos Ticketmaster.
Em 31 de maio, o Procon-SP notificou a Ticketmaster para saber se o possível vazamento de dados de 560 milhões de clientes da empresa atingiu brasileiros.